# Julien Marie Cosmao-Kerjulien
Julien Marie Cosmao-Kerjulien (Châteaulin, 27 de noviembre de 1761 - Brest, 17 de febrero de 1825) fue un marino y militar francés, almirante de la Marina Imperial -y posteriormente de la Real-, célebre por su participación en la Batalla de Trafalgar. Napoleón Bonaparte le consideró el mejor y más bravo marino de su tiempo.
Barón del Imperio francés y Caballero de la Legión de Honor, su nombre figura en el Arco de Triunfo de París.